# Temporada 2020 de la Copa Truck
La temporada 2020 de la Copa Truck fue la 4ª temporada del Campeonato Brasileño de Copa Truck de la historia. La serie es administrada a nivel nacional por la Confederación Brasileña de Automovilismo (CBA). Beto Monteiro logró su primer título con R9 Competições, que fue la escudería campeona.
El origen de la categoría se produjo después de que nueve equipos abandonaran la Fórmula Truck por desacuerdos con la problemática gestión de Neusa Navarro Félix; estos equipos se unieron en una asociación creando la categoría que vino a reemplazar a Fórmula Truck. La nueva categoría reúne a equipos y pilotos de la antigua categoría.
En noviembre de 2017, fue homologado por la Confederación Brasileña de Automovilismo (CBA) y reconocido como campeonato oficial. Carlos Col, exjefe del Stock Car, es su promotor.
Copa Truck fue lanzada oficialmente el 27 de abril de 2017 en São Paulo. En la primera temporada, el campeonato se dividió en tres copas regionales: Centro-Oeste, Noreste y Sudeste. La primera etapa tuvo lugar el 28 de mayo, en Goiânia, con 17 camiones en parrilla.
La asociación está compuesta por los siguientes equipos: RM Competições, AJ5 Sports, DF Motorsport, RVR Motorsports, Dakar Motors, Fábio Fogaça Motorsports, Lucar Motorsports y Clay Truck Racing.

## Equipos y Pilotos
Todos los pilotos son brasileños.
| Equipo                      | Constructor   | Neumático | No. | Piloto                | Etapas  |
| --------------------------- | ------------- | --------- | --- | --------------------- | ------- |
| RVR-Corinthians Motorsports | Mercedes-Benz | P         | 15  | Roberval Andrade      | 1–3     |
| Usual Iveco Racing          | Iveco         | P         | 4   | Felipe Giaffone       | 1–3     |
| Usual Iveco Racing          | Iveco         | P         | 21  | Djalma Pivetta        | 1–3     |
| Usual Iveco Racing          | Iveco         | P         | 2   | Valmir Benavides      | 2–3     |
| AJ5 Eco Sports Reman Brasil | Reman Brasil  | P         | 5   | Adalberto Jardim      | 1–3     |
| R9 Competições              | Volkswagen    | P         | 88  | Beto Monteiro         | 1–3     |
| R9 Competições              | Volkswagen    | P         | 55  | Paulo Salustiano      | 1–3     |
| R9 Competições              | Volkswagen    | P         | 54  | Rafael Lopes          | 1–3     |
| R9 Competições              | Volkswagen    | P         | 81  | José Augusto Dias     | 1–3     |
| R9 Competições              | MAN SE        | P         | 57  | Felipe Tozzo          | 1       |
| R9 Competições              | MAN SE        | P         | 9   | Renato Martins        | 1       |
| R9 Competições              | MAN SE        | P         | 00  | Danilo Alamini        | 4-6     |
| FF Motorsport               | Protótipo     | P         | 27  | Fábio Fogaça          | 1–3     |
| FF Motorsport               | Protótipo     | P         | 72  | Djalma Fogaça         | TBA     |
| FF Motorsport               | Protótipo     | P         | 37  | Raphael Teixeira      | 1–3     |
| AM Motorsport               | Mercedes-Benz | P         | 6   | Wellington Cirino     | 1–3     |
| AM Motorsport               | Mercedes-Benz | P         | 7   | Débora Rodrigues      | 1       |
| AM Motorsport               | Mercedes-Benz | P         | 9   | Débora Rodrigues      | 2–3     |
| AM Motorsport               | Mercedes-Benz | P         | 77  | André Marques         | 1–3     |
| AM Motorsport               | Mercedes-Benz | P         | 777 | Valdeno Brito         | 1       |
| JL Competições              | Mercedes-Benz | P         | 73  | Leandro Totti         | 1       |
| JL Competições              | Mercedes-Benz | P         | 64  | Evandro Camargo       | 1–3     |
| Boessio Competições         | Volvo         | P         | 83  | Régis Boessio         | 1       |
| Lucar Motorsport            | Iveco         | P         | 99  | Luiz Lopes            | 1–3     |
| PP Motorsport               | Mercedes-Benz | P         | 29  | Pedro Paulo Fernandes | 2–3,5-6 |
| PP Motorsport               | Mercedes-Benz | P         | 45  | Daniel Kelemen        | 2–6     |
| PP Motorsport               | Mercedes-Benz | P         | TBA | Lucas Bornemann       | TBA     |
| PP Motorsport               | Mercedes-Benz | P         | 909 | Alexandre Navarro     | 2–3     |
| PP Motorsport               | Mercedes-Benz | P         | 28  | Danilo Dirani         | 4-6     |
| BRUTO Motorsports           | Scania        | P         | 3   | Ricardo Alvarez       | 5       |
| Muffatão Racing             | Scania        | P         | 20  | Pedro Muffato         | 4,6     |
| JLT Team                    | Volvo         | P         | 31  | Glauco Barros         | 2–3     |
| JLT Team                    | Volvo         | P         | 331 | Cris Júlio            | 5-6     |

## Calendario

### Etapas
| Ronda | Fecha            | Gran Premio               | Circuito                            | Ciudad        | Horário | Info |
| ----- | ---------------- | ------------------------- | ----------------------------------- | ------------- | ------- | ---- |
| 1     | 27 e 28 de junio | Grande Prêmio de Cascavel | Autódromo Internacional de Cascavel | Cascavel, PR  |         |      |
| 2     | 15 de agosto     | Grande Prêmio de Goiás    | Autódromo Ayrton Senna              | Goiânia, GO   |         |      |
| 3     | 16 de agosto     | Grande Prêmio de Goiânia  | Autódromo Ayrton Senna              | Goiânia, GO   |         |      |
| 4     | 4 de octubre     | Grande Prêmio de Cascavel | Autódromo Internacional de Cascavel | Cascavel, PR  |         |      |
| 5     | 8 de noviembre   | Grande Prêmio de Curitiba | Autódromo Internacional de Curitiba | Curitiba, PR  |         |      |
| 6     | 13 de diciembre  | Super Final de Interlagos | Autódromo de Interlagos             | São Paulo, SP |         |      |

### Resultados
| Ronda | Circuito  | Fecha            | Pole Position     | Vuelta rápida     | Piloto ganador    | Equipo ganador | Constructor   | Ref.   |
| ----- | --------- | ---------------- | ----------------- | ----------------- | ----------------- | -------------- | ------------- | ------ |
| 1     | Cascavel  | 27 e 28 de junio | Wellington Cirino | Roberval Andrade  | Wellington Cirino | AM Motorsport  | Mercedes-Benz | [ 6 ]  |
| 1     | Cascavel  | 27 e 28 de junio | Sin disputa       | Beto Monteiro     | Beto Monteiro     | R9 Competições | Volkswagen    | [ 7 ]  |
| 2     | Goiás     | 15 de agosto     | Beto Monteiro     | Beto Monteiro     | Beto Monteiro     | R9 Competições | Volkswagen    | [ 9 ]  |
| 2     | Goiás     | 15 de agosto     | Sin disputa       | Rafael Lopes      | Beto Monteiro     | R9 Competições | Volkswagen    | [ 9 ]  |
| 3     | Goiânia   | 16 de agosto     | Felipe Giaffone   | Roberval Andrade  | André Marques     | AM Motorsport  | Mercedes-Benz | [ 11 ] |
| 3     | Goiânia   | 16 de agosto     | Sin disputa       | Paulo Salustiano  | Paulo Salustiano  | R9 Competições | Volkswagen    | [ 11 ] |
| 4     | Cascavel  | 4 de octubre     | Leandro Totti     | Rafael Lopes      | Valdeno Brito     | AM Motorsport  | Mercedes-Benz | [ 12 ] |
| 4     | Cascavel  | 4 de octubre     | Sin disputa       | Danilo Dirani     | Valdeno Brito     | AM Motorsport  | Mercedes-Benz | [ 13 ] |
| 5     | Curitiba  | 8 de noviembre   | Wellington Cirino | Wellington Cirino | Beto Monteiro     | R9 Competições | Volkswagen    | [ 14 ] |
| 5     | Curitiba  | 8 de noviembre   | Sin disputa       | Beto Monteiro     | Paulo Salustiano  | R9 Competições | Volkswagen    | [ 15 ] |
| 6     | São Paulo | 13 de diciembre  | Paulo Salustiano  | Beto Monteiro     | Beto Monteiro     | R9 Competições | Volkswagen    | [ 16 ] |
| 6     | São Paulo | 13 de diciembre  | Sin disputa       |                   | Paulo Salustiano  | R9 Competições | Volkswagen    | [ 16 ] |

Nota: Calendario con temas pendientes y sujeto a cambios por la pandemia de COVID-19.

## Calificación general

### Campeonato de Pilotos
| Pos | Piloto                | CAS | CAS | GOI | GOI | GOI | GOI | CAS | CAS | CTB | CTB | INT | INT | Pts |
| --- | --------------------- | --- | --- | --- | --- | --- | --- | --- | --- | --- | --- | --- | --- | --- |
| 1   | Beto Monteiro         | 4   | 1   | 1   | 1   | 2   | 8   | 16  | RET | 1   | 3   | 1   | 3   | 160 |
| 2   | André Marques         | 3   | 3   | 4   | RET | 1   | 4   | 7   | 8   | 2   | 4   | 6   | 4   | 142 |
| 3   | Danilo Dirani         |     |     |     |     |     |     | 6   | 10  | 3   | 2   | 5   | 2   | 139 |
| 4   | Wellington Cirino     | 1   | 4   | 2   | RET | 6   | 3   | 4   | 5   | 13  | 15  | 3   | 13  | 131 |
| 5   | José Augusto Dias     | 8   | RET | 7   | 2   | 3   | 9   | 8   | 13  | 10  | 7   | 14  | 7   | 125 |
| 6   | Felipe Giaffone       | RET | 7   | 3   | RET | RET | NL  | 5   | 3   | 5   | 5   | 7   | RET | 123 |
| 7   | Valdeno Brito         | 2   | RET |     |     |     |     | 1   | 1   | 7   | 6   |     |     | 113 |
| 8   | Paulo Salustiano      | NL  | NL  | RET | RET | 8   | 1   | 12  | 4   | 8   | 1   | 2   | 1   | 112 |
| 9   | Roberval Andrade      | 5   | 2   | RET | RET | 4   | 2   | 3   | 15  | RET | RET |     |     | 86  |
| 10  | Rafael Lopes          | RET | 5   | 5   | 6   | RET | NL  | 2   | RET | 4   | 9   | 4   | 5   | 38  |
| 11  | Régis Boessio         | RET | 10  |     |     |     |     | 15  | 9   | 16  | 12  | 8   | 6   | 27  |
| 12  | Débora Rodrigues      | 6   | 6   | 8   | RET | 5   | RET | 9   | 6   | 15  | 8   | 10  | 9   | 22  |
| 13  | Djalma Pivetta        | 10  | RET | 10  | 4   | 9   | 5   | 17  | 11  | RET | RET | 11  | 10  | 17  |
| 14  | Danilo Alamini        |     |     |     |     |     |     | 13  | 14  | 12  | RET | 9   | 14  | 15  |
| 15  | Cris Júlio            |     |     |     |     |     |     |     |     | 18  | RET | 15  | 11  | 11  |
| 16  | Luiz Lopes            | RET | NL  | 9   | 3   | 10  | RET | 11  | 7   |     |     | 12  | RET | 10  |
| 17  | Pedro Paulo Fernandes |     |     | RET | RET | 7   | RET |     |     | 11  | RET | 18  | 8   | 8   |
| 18  | Valmir Benavides      |     |     | RET | RET | RET | NL  |     |     |     |     | 13  | RET | 8   |
| 19  | Renato Martins        | 9   | 8   |     |     |     |     |     |     |     |     | 16  | 12  | 7   |
| 20  | Adalberto Jardim      | 7   | RET | 6   | RET | NL  | NL  | RET | RET | 14  | RET | RET | RET | 4   |
| 21  | Glauco Barros         |     |     | 12  | 5   | 14  | 7   |     |     |     |     |     |     | 0   |
| 22  | Evandro Camargo       | RET | 12  | 13  | RET | 12  | 6   | 10  | RET | RET | RET | RET | NL  | 0   |
| 23  | Fábio Fogaça          | RET | RET | 11  | RET | 11  | RET | RET | RET | RET | 11  | RET | NL  | 0   |
| 24  | Daniel Kelemen        |     |     | RET | RET | 13  | 10  | RET | RET | 9   | 10  | 17  | NL  | 0   |
| 25  | Felipe Tozzo          | RET | 9   |     |     |     |     |     |     |     |     |     |     | 0   |
| 26  | Raphael Teixeira      | RET | 11  | RET | RET | RET | NL  | 18  | 12  | RET | RET | RET | NL  | 0   |
| 27  | Leandro Totti         | RET | RET |     |     |     |     | 19  | 2   | 6   | 13  |     |     | 0   |
| 28  | Alexandre Navarro     |     |     | RET | RET | NL  | NL  | 14  | RET |     |     |     |     | 0   |
| 29  | Pedro Muffato         |     |     |     |     |     |     | 20  | RET |     |     | 19  | RET | 0   |
| 30  | Ricardo Alvarez       |     |     |     |     |     |     |     |     | 17  | 14  |     |     | 0   |
| Pos | Piloto                | CAS | CAS | GOI | GOI | GOI | GOI | CAS | CAS | CTB | CTB | INT | INT | Pts |

| Color        | Resultado                              |
| ------------ | -------------------------------------- |
| Oro          | Vencedor                               |
| Plata        | 2º lugar                               |
| Bronce       | 3º lugar                               |
| Verde        | 4º y 5º lugares                        |
| Azul claro   | 6º–10º lugares                         |
| Azul oscuro  | Completó la carrera (fuera del Top 10) |
| Rojo         | No completó la carrera                 |
| Rojo         | No se clasificó (NC)                   |
| Marrón       | Se retiró de la carrera (Ret.)         |
| Negro        | Descalificado (Desc.)                  |
| Caqui escuro | No participó (Np)                      |
| Caqui escuro | Abandonó la carrera (A)                |
| Vacío        | No participó                           |

| Pos | Piloto                | CAS | CAS | GOI | GOI | GOI | GOI | CAS | CAS | CTB | CTB | INT | INT | Pts |
| --- | --------------------- | --- | --- | --- | --- | --- | --- | --- | --- | --- | --- | --- | --- | --- |
| 1   | Beto Monteiro         | 4   | 1   | 1   | 1   | 2   | 8   | 16  | RET | 1   | 3   | 1   | 3   | 160 |
| 2   | André Marques         | 3   | 3   | 4   | RET | 1   | 4   | 7   | 8   | 2   | 4   | 6   | 4   | 142 |
| 3   | Danilo Dirani         |     |     |     |     |     |     | 6   | 10  | 3   | 2   | 5   | 2   | 139 |
| 4   | Wellington Cirino     | 1   | 4   | 2   | RET | 6   | 3   | 4   | 5   | 13  | 15  | 3   | 13  | 131 |
| 5   | José Augusto Dias     | 8   | RET | 7   | 2   | 3   | 9   | 8   | 13  | 10  | 7   | 14  | 7   | 125 |
| 6   | Felipe Giaffone       | RET | 7   | 3   | RET | RET | NL  | 5   | 3   | 5   | 5   | 7   | RET | 123 |
| 7   | Valdeno Brito         | 2   | RET |     |     |     |     | 1   | 1   | 7   | 6   |     |     | 113 |
| 8   | Paulo Salustiano      | NL  | NL  | RET | RET | 8   | 1   | 12  | 4   | 8   | 1   | 2   | 1   | 112 |
| 9   | Roberval Andrade      | 5   | 2   | RET | RET | 4   | 2   | 3   | 15  | RET | RET |     |     | 86  |
| 10  | Rafael Lopes          | RET | 5   | 5   | 6   | RET | NL  | 2   | RET | 4   | 9   | 4   | 5   | 38  |
| 11  | Régis Boessio         | RET | 10  |     |     |     |     | 15  | 9   | 16  | 12  | 8   | 6   | 27  |
| 12  | Débora Rodrigues      | 6   | 6   | 8   | RET | 5   | RET | 9   | 6   | 15  | 8   | 10  | 9   | 22  |
| 13  | Djalma Pivetta        | 10  | RET | 10  | 4   | 9   | 5   | 17  | 11  | RET | RET | 11  | 10  | 17  |
| 14  | Danilo Alamini        |     |     |     |     |     |     | 13  | 14  | 12  | RET | 9   | 14  | 15  |
| 15  | Cris Júlio            |     |     |     |     |     |     |     |     | 18  | RET | 15  | 11  | 11  |
| 16  | Luiz Lopes            | RET | NL  | 9   | 3   | 10  | RET | 11  | 7   |     |     | 12  | RET | 10  |
| 17  | Pedro Paulo Fernandes |     |     | RET | RET | 7   | RET |     |     | 11  | RET | 18  | 8   | 8   |
| 18  | Valmir Benavides      |     |     | RET | RET | RET | NL  |     |     |     |     | 13  | RET | 8   |
| 19  | Renato Martins        | 9   | 8   |     |     |     |     |     |     |     |     | 16  | 12  | 7   |
| 20  | Adalberto Jardim      | 7   | RET | 6   | RET | NL  | NL  | RET | RET | 14  | RET | RET | RET | 4   |
| 21  | Glauco Barros         |     |     | 12  | 5   | 14  | 7   |     |     |     |     |     |     | 0   |
| 22  | Evandro Camargo       | RET | 12  | 13  | RET | 12  | 6   | 10  | RET | RET | RET | RET | NL  | 0   |
| 23  | Fábio Fogaça          | RET | RET | 11  | RET | 11  | RET | RET | RET | RET | 11  | RET | NL  | 0   |
| 24  | Daniel Kelemen        |     |     | RET | RET | 13  | 10  | RET | RET | 9   | 10  | 17  | NL  | 0   |
| 25  | Felipe Tozzo          | RET | 9   |     |     |     |     |     |     |     |     |     |     | 0   |
| 26  | Raphael Teixeira      | RET | 11  | RET | RET | RET | NL  | 18  | 12  | RET | RET | RET | NL  | 0   |
| 27  | Leandro Totti         | RET | RET |     |     |     |     | 19  | 2   | 6   | 13  |     |     | 0   |
| 28  | Alexandre Navarro     |     |     | RET | RET | NL  | NL  | 14  | RET |     |     |     |     | 0   |
| 29  | Pedro Muffato         |     |     |     |     |     |     | 20  | RET |     |     | 19  | RET | 0   |
| 30  | Ricardo Alvarez       |     |     |     |     |     |     |     |     | 17  | 14  |     |     | 0   |
| Pos | Piloto                | CAS | CAS | GOI | GOI | GOI | GOI | CAS | CAS | CTB | CTB | INT | INT | Pts |

| Color        | Resultado                              |
| ------------ | -------------------------------------- |
| Oro          | Vencedor                               |
| Plata        | 2º lugar                               |
| Bronce       | 3º lugar                               |
| Verde        | 4º y 5º lugares                        |
| Azul claro   | 6º–10º lugares                         |
| Azul oscuro  | Completó la carrera (fuera del Top 10) |
| Rojo         | No completó la carrera                 |
| Rojo         | No se clasificó (NC)                   |
| Marrón       | Se retiró de la carrera (Ret.)         |
| Negro        | Descalificado (Desc.)                  |
| Caqui escuro | No participó (Np)                      |
| Caqui escuro | Abandonó la carrera (A)                |
| Vacío        | No participó                           |

| Puntuación | 1° | 2° | 3° | 4° | 5° | 6° | 7° | 8° | 9° | 10° | 11° | 12° | 13° | 14° | 15° |
| ---------- | -- | -- | -- | -- | -- | -- | -- | -- | -- | --- | --- | --- | --- | --- | --- |
| Carrera 1  | 22 | 20 | 18 | 16 | 15 | 14 | 13 | 12 | 11 | 10  | 9   | 8   | 7   | 6   | 5   |
| Carrera 2  | 18 | 16 | 14 | 12 | 11 | 10 | 9  | 8  | 7  | 6   | 5   | 4   | 3   | 2   | 1   |

## Clasificación de la Copa

### Primera Copa (Copa Cascavel)
Campeonato de pilotos
| Pos | Piloto            | Equipo                      | Constructor   | Pts |
| --- | ----------------- | --------------------------- | ------------- | --- |
| 1   | Beto Monteiro     | R9 Competições              | Volkswagen    | 38  |
| 2   | Wellington Cirino | AM Motorsport               | Mercedes-Benz | 38  |
| 3   | André Marques     | AM Motorsport               | Mercedes-Benz | 36  |
| 4   | Roberval Andrade  | RVR-Corinthians Motorsports | Mercedes-Benz | 35  |
| 5   | Débora Rodrigues  | AM Motorsport               | Mercedes-Benz | 28  |
| 6   | Renato Martins    | R9 Competições              | MAN           | 23  |
| 7   | Valdeno Brito     | AM Motorsport               | Mercedes-Benz | 20  |
| 8   | Rafael Lopes      | R9 Competições              | Volkswagen    | 15  |
| 9   | Felipe Giaffone   | Usual Iveco Racing          | Iveco         | 13  |
| 10  | Adalberto Jardim  | AJ5 Eco Sports Reman Brasil | Reman Brasil  | 13  |
| 11  | José Augusto Dias | R9 Competições              | Volkswagen    | 12  |
| 12  | Felipe Tozzo      | R9 Competições              | MAN           | 11  |
| 13  | Régis Boessio     | Boessio Competições         | Volvo         | 10  |
| 14  | Djalma Pivetta    | Usual Iveco Racing          | Iveco         | 10  |
| 15  | Raphael Teixeira  | FF Motorsport               | Protótipo     | 9   |
| 16  | Evandro Camargo   | JL Competições              | Mercedes-Benz | 8   |
| –   | Fábio Fogaça      | FF Motorsport               | Protótipo     | 0   |
| –   | Leandro Totti     | JL Competições              | Mercedes-Benz | 0   |
| –   | Paulo Salustiano  | R9 Competições              | Volkswagen    | 0   |
| –   | Luiz Lopes        | Lucar Motorsport            | Iveco         | 0   |

Campeonato de construtores
| Pos | Constructor    | Pts |
| --- | -------------- | --- |
| 1   | Mercedes-Benz  | 80  |
| 2   | Volkswagen/MAN | 65  |
| 3   | Iveco          | 23  |
| 4   | Reman Brasil   | 13  |
| 5   | Volvo          | 10  |
| 6   | Protótipo      | 9   |

### Segunda Copa (Copa Goiânia)
Campeonato de pilotos
| Pos | Piloto                | Equipo                      | Constructor   | Pts |
| --- | --------------------- | --------------------------- | ------------- | --- |
| 1   | Beto Monteiro         | R9 Competições              | Volkswagen    | 69  |
| 2   | José Augusto Dias     | R9 Competições              | Volkswagen    | 55  |
| 3   | André Marques         | AM Motorsport               | Mercedes-Benz | 50  |
| 4   | Wellington Cirino     | AM Motorsport               | Mercedes-Benz | 48  |
| 5   | Luiz Lopes            | Lucar Motorsport            | Iveco         | 36  |
| 6   | Glauco Barros         | JL Competições              | Mercedes-Benz | 36  |
| 7   | Roberval Andrade      | RVR-Corinthians Motorsports | Mercedes-Benz | 32  |
| 8   | Paulo Salustiano      | R9 Competições              | Volkswagen    | 30  |
| 9   | Débora Rodrigues      | AM Motorsport               | Mercedes-Benz | 27  |
| 10  | Evandro Camargo       | JL Competições              | Mercedes-Benz | 27  |
| 11  | Rafael Lopes          | R9 Competições              | Volkswagen    | 25  |
| 12  | Djalma Pivetta        | Usual Iveco Racing          | Iveco         | 22  |
| 13  | Fábio Fogaça          | FF Motorsport               | Protótipo     | 19  |
| 14  | Felipe Giaffone       | Usual Iveco Racing          | Iveco         | 18  |
| 15  | Daniel Kelemen        | PP Motorsport               | Mercedes-Benz | 15  |
| 16  | Adalberto Jardim      | AJ5 Eco Sports Reman Brasil | Reman Brasil  | 14  |
| –   | Pedro Paulo Fernandes | PP Motorsport               | Mercedes-Benz | 13  |
| –   | Raphael Teixeira      | FF Motorsport               | Protótipo     | 0   |
| –   | Alexandre Navarro     | PP Motorsport               | Mercedes-Benz | 0   |

Campeonato de construtores
| Pos | Constructor    | Pts |
| --- | -------------- | --- |
| 1   | Volkswagen/MAN | 201 |
| 2   | Mercedes-Benz  | 184 |
| 3   | Iveco          | 89  |
| 4   | Volvo          | 46  |
| 5   | Protótipo      | 19  |
| 6   | Reman Brasil   | 14  |

### Tercera Copa (Copa Curitiba)
| Pos | Piloto                | Equipo                      | Constructor   | Pts |
| --- | --------------------- | --------------------------- | ------------- | --- |
| 1   | Valdeno Brito         | AM Motorsport               | Mercedes-Benz | 63  |
| 2   | Felipe Giaffone       | Usual Iveco Racing          | Iveco         | 55  |
| 3   | Danilo Dirani         | PP Motorsport               | Mercedes-Benz | 54  |
| 4   | André Marques         | AM Motorsport               | Mercedes-Benz | 53  |
| 5   | Paulo Salustiano      | R9 Competições              | Volkswagen    | 50  |
| 6   | Rafael Lopes          | R9 Competições              | Volkswagen    | 43  |
| 7   | Beto Monteiro         | R9 Competições              | Volkswagen    | 36  |
| 8   | Wellington Cirino     | AM Motorsport               | Mercedes-Benz | 36  |
| 9   | José Augusto Dias     | R9 Competições              | Volkswagen    | 35  |
| 10  | Débora Rodrigues      | AM Motorsport               | Mercedes-Benz | 35  |
| 11  | Leandro Totti         | JL Competições              | Mercedes-Benz | 33  |
| 12  | Régis Boessio         | Boessio Competições         | Volvo         | 21  |
| 13  | Roberval Andrade      | RVR-Corinthians Motorsports | Mercedes-Benz | 19  |
| 14  | DANILO ALAMINI        | R9 Competições              | Volkswagen    | 18  |
| 15  | Luiz Lopes            | Lucar Motorsport            | Iveco         | 18  |
| 16  | Pedro Paulo Fernandes | PP Motorsport               | Mercedes-Benz | 10  |
| 17  | Evandro Camargo       | JL Competições              | Mercedes-Benz | 10  |
| 18  | Adalberto Jardim      | AJ5 Eco Sports Reman Brasil | Reman Brasil  | 7   |
| 19  | Daniel Kelemen        | PP Motorsport               | Mercedes-Benz | 6   |
| 20  | Alexandre Navarro     | PP Motorsport               | Mercedes-Benz | 6   |
| 21  | Fábio Fogaça          | FF Motorsport               | Protótipo     | 5   |
| 22  | Djalma Pivetta        | Usual Iveco Racing          | Iveco         | 5   |
| 23  | Raphael Teixeira      | FF Motorsport               | Protótipo     | 4   |
| 24  | Ricardo Alvares       | BRUTO Motorsports           | Scania        | 2   |
| –   | Pedro Muffato         | PP Motorsport               | Mercedes-Benz | 0   |
| –   | CHRISTIANO JOSE JULIO | JLT Competições             | Mercedes-Benz | 0   |